# Coenobita perlatus
Coenobita perlatus (còn gọi là Ốc dâu tây) là một loài cua ẩn sĩ trên mặt đất. Đây là loài ăn xác chết phân bố rộng rãi trên khắp Ấn Độ-Thái Bình Dương, và cũng đang được người ta mua bán làm vật nuôi. Chúng có tất cả 2 màu là màu đỏ và đen.

## Mô tả
Cua trưởng thành có thể phát triển đến chiều dài trung bình 80 mm và khối lượng 80 g, và sống trong vỏ ốc đã bị bỏ đi. Chúng có màu đỏ hoặc màu da cam; điều này đã dẫn đến tên gọi chung của các loài "cua ẩn sĩ dâu tây". Loài cua ẩn sĩ này là là vật nuôi được ưa thích do chúng không yêu cầu chăm sóc nhiều nhưng rất nổi bật.

## Phân bố
C. perlatus sinh sống trong một khu vực rộng lớn của Ấn Độ-Thái Bình Dương, từ Mauritius, Seychelles và Aldabra ở phía tây đến Samoa ở phía đông. Ở Úc, loài này có phạm vi phân bố giới hạn đến đảo Christmas, quần đảo Cocos, Great Barrier Reef và Coral Sea Islands Territory.. Trong tự nhiên, chúng có thể sống thọ 25-30 năm, nhưng chỉ sống 1-4 năm trong điều kiện nuôi nhốt.

## Sinh thái và hành vi
C. perlatus giữ một nguồn cung cấp nước trong vỏ nó sinh sống. Nó trả về với biển vào ban đêm để làm mới nước của nó, và nó thực hiện cân bằng độ mặn bằng cách lấy số lượng thích hợp của nước biển và nước ngọt. Trong cái nóng trong ngày, nó có thể chôn vùi mình trong cát ẩm ướt như một phương tiện của nhiệt và để tránh mất nước. Nó cũng có thể rút vào vỏ của nó và khép miệng vở bằng móng vuốt của mình.
C. perlatus là một loài ăn xác chết trên thực tế, đến mức mà số lượng ruồi sinh sống bằng động vật thối rữa sinh sản thấp trên nhiều hòn đảo này đã được quy cho sự hiện diện của C. perlatus.. Loài này cũng đã được quan sát để sử dụng móng vuốt của nó véo thịt sống từ Achatina fulica.
Trứng được giữ bên trong vỏ cua cái, nhưng được đẻ vào nước biển.

## Lịch sử phân loại
Coenobita perlatus ban đầu được mô tả vào năm 1837 bởi Henri Milne-Edwards, dựa trên các tài liệu từ Mauritius.

## Vật nuôi
C. perlatus là hiếm nhất trong số sáu loài thường xuyên được tìm thấy trong ngành thủy sinh làm cảnh. 